# Богојављенска ноћ
Богојављенска ноћ, или What You Will (Шта хоћете) је романтична комедија Вилијама Шекспира, за коју се верује да је написана око 1601–1602. као забава за дванаесту ноћ за крај божићних празника. Представа је усредсређена на близанце Виолу и Себастијана, који су раздвојени у бродолому. Виола (која је прерушена у Цезарија) се заљубљује у војводу Орсина, који је заузврат заљубљен у грофицу Оливију. Упознавши Виолу, грофица Оливија се заљубљује у њу мислећи да је мушкарац.
Представа је проширена на музичке интермедије и очекивани неред том приликом, са елементима заплета извученим из новеле „О Аполонијусу и Сили“ Барнабеа Рича, засноване на причи Матеа Бандела. Прво документовано јавно извођење било је 2. фебруара 1602, на Сретење Господње, званични крај божићних празника. Комад није објављен све до његовог укључивања у Први фолио из 1623.

## Ликови
- Виола – девојка бродоломац која се маскира у пажа Цезарија
- Себастијан – Виолин брат близанац
- Војвода Орсино
- Оливија – богата грофица
- Малволио – управник у Оливијином домаћинству
- Марија – Оливијина служавка
- Сер Тоби Белч – Оливијин ујак
- Сер Ендрју Ејкјучик – пријатељ сер Тобија
- Фесте – Оливијин слуга, лакрдијаш
- Фабијан – слуга у Оливијином домаћинству
- Антонио – поморски капетан и Себастијанов пријатељ
- Валентин и Курио – господа која посећују војводу
- Поморски капетан – Виолин пријатељ

## Синопсис
Виола је доживела бродолом на обали Илирије и доспева на обалу уз помоћ капетана. Изгубила је контакт са својим братом близанцем Себастијаном, за кога верује да се удавио, и уз помоћ капетана, прерушава се у младића под именом Цезарио и ступа у службу војводе Орсина. Војвода Орсино је заљубљен у Оливију, која оплакује недавну смрт свог брата. Оливија одбија да се забавља, да буде у мушком друштву, или да прихвати љубавне или брачне понуде од било кога, укључујући и војводу, све док не прође седам година. Војвода Орсино тада користи "Цезарија" као посредника да исповеда своју страствену љубав према Оливији. Оливија се, међутим, заљубљује у "Цезарија", доводећи се у сукоб са својим заветом. У међувремену, Виола се заљубила у војводу Орсина, стварајући љубавни троугао: Виола воли војводу Орсина, војвода Орсино воли Оливију, а Оливија воли Виолу прерушену у Цезарија.
У комичној подзаплету, неколико ликова кује заверу да натерају Оливијиног помпезног управника Малволија да поверује да се Оливија заљубила у њега. Ово укључује Оливијиног разулареног ујака, сер Тобија Белча; још једног потенцијалног удварача, глупог штитоношу по имену сер Ендрју Ејкјучик; Оливијине слуге Марију и Фабијана; и Оливијиног лакрдијаша, Фестеа. Сер Тоби и сер Ендрју се упуштају у пиће и весеље, нарушавајући тако мир у Оливијином домаћинству до касно у ноћ, што је навело Малволија да их казни. 
Сер Тоби, Сер Ендрју и Марија планирају да се освете Малволију. Они убеђују Малволија да је Оливија тајно заљубљена у њега тако што су му подметнули љубавно писмо, које је Марија написала Оливијиним рукописом. Од Малволија се тражи да носи жуте чарапе са укрштеним везицама — боју и моду коју Оливија мрзи, да буде груб према остатку послуге и да се непрестано смешка у Оливијином присуству. Малволио проналази писмо и реагује изненађено одушевљено. Почиње да глуми како би показао Оливији свој позитиван одговор. Оливија је шокирана променама у Малволију и, слажући се да Малволио изгледа луд, оставља га да се о њему брину његови мучитељи. Претварајући се да је Малволио луд, мучитељи га затварају у мрачну комору. Фесте посећује Малволија да би исмевао Малволијево лудило, како он сам тако и прерушен у свештеника.
У међувремену, Виолиног близанца, Себастијана, спасао је Антонио, поморски капетан који се раније борио против Орсина, и који прати Себастијана у Илирију, упркос опасности. Себастијанова појава додаје комедији збрку погрешних идентитета. Прихватајући Себастијана као "Цезарија", Оливија тражи од Себастијана да је ожени и они се тајно венчавају у цркви. Коначно, када се "Цезарио" и Себастијан појављују у присуству Оливије и Орсина, настаје чуђење и конфузија због њихове физичке сличности. У овом тренутку, Виола открива свој идентитет и поново се уједињује са својим братом близанцем.
Представа се завршава објавом брака између војводе Орсина и Виоле, а сазнаје се да се сер Тоби оженио Маријом. Малволио се заклиње да ће се осветити својим мучитељима и оде, али Орсино шаље Фабијана да га умири.

## Сцена
Илирија, егзотично окружење Богојављенске ноћи, важно је за романтичну атмосферу представе.
Илирија је била древна регија Западног Балкана чија је обала (источна обала Јадранског мора, који је једини део античке Илирије релевантан за представу) покривала (од севера ка југу) обале данашње Словеније, Хрватске, Босну и Херцеговину, Црну Гору и Албанију. Обухватала је и град-државу Републику Рагузу који је претпостављен као место дешавања, а који је данас познат као Дубровник, Хрватска.
Илирију је можда сугерисала римска комедија Менехми, чија радња такође укључује близанце који се грешком замењују. Илирија се такође помиње као место гусара у Шекспировој ранијој драми, Хенри VI, други део. Имена већине ликова су италијанска, али неки од  ликова имају енглеска имена. Чудно, „илирска“ дама Оливија има енглеског стрица, сер Тобија Белча.
Примећено је да радња представе има и друге енглеске алузије као што је Виолино коришћење речи „Westward ho!“, типичан поклич лондонских лађара из 16. века, као и Антонијева препорука Себастијану да је најбоље да преноћи у „Слону“ у Илирији (Слон је био кафана недалеко од Глоб театра).

## Датум настанка и текст
Представа је вероватно завршена између 1600. и 1601. године, периода на који указује референца на догађаје који су се десили током тог времена. Студент права, Џон Менингем, који је студирао у Мидл Темплу у Лондону, описао је преставу 2. фебруара 1602. (Сретење Господње) која се одиграла у сали Мидл Темпла на званичном крају Божића и на коју су студенти били позвани. Ово је било прво забележено јавно извођење представе. Комад није објављен све до његовог укључивања у Први фолио 1623. године.

## Теме
Виола није сама међу Шекспировим преоблаченим хероинама; у Шекспировом позоришту, конвенција је налагала да дечаци адолесценти играју улоге женских ликова. Њено облачење омогућава јој да обавља  мушке улоге, као што је да глуми гласника између Орсина и Оливије или да служи као Орсинов повереник. 
Како сама природа Богојављенске ноћи истражује родни идентитет и сексуалну привлачност, мушки глумац који игра Виолу појачао је утисак андрогиности и сексуалне двосмислености. Неки савремени научници верују да се Богојављенска ноћ, уз додатну конфузију мушких глумаца и Виолину превару, бави родним питањима „са посебном непосредношћу“. Они такође прихватају да приказ рода у Богојављенској ноћи потиче од преовлађујуће научне теорије тог доба да су жене једноставно несавршени мушкарци.

## Историја извођења

### Током и непосредно после Шекспировог живота
Неки научници тврде да је Богојављенска ноћ  вероватно наручена за извођење у оквиру прославе Богојављенске ноћи коју је краљица Елизабета I одржала у палати Вајтхол 6. јануара 1601. како би обележила крај амбасаде италијанског дипломате, војводе од Орсина. Други то оспоравају, тврдећи да би то било мало вероватно за Шекспира, тврдећи да би "ригидни бонтон двора краљице Елизабете" учинио "немогућим" да има главног лика у комедији названој по самом дипломати који присуствује представи, и да је вероватније да је Шекспир користио име из дипломатске посете 1601. када је писао своју драму која је премијерно приказана следеће зиме. Поново је изведена на двору на Ускршњи понедељак 1618. и на Сретење Господње 1623. године.
Најранији јавни наступ одржан је у Мидл Темпл Холу, 2. фебруара 1602. године, забележено у запису у дневнику адвоката Џона Менингема.

### Рестаурација до 20. века
Представа је такође била једно од најранијих Шекспирових дела извођених на почетку Рестаурације; адаптација сер Вилијема Давенанта постављена је 1661. са Томасом Бетертоном у улози сер Тобија Белча. Семјуел Пепис је сматрао да је то „глупа представа“, али ју је свеједно видео три пута: 11. септембра 1661, 6. јануара 1663. и 20. јануара 1669. Друга адаптација, одиграна је 1703.
Након што је био на сцени само у адаптацијама крајем 17. и почетком 18. века, оригинални Шекспиров текст Богојављенске ноћи је оживљен 1741. године, у продукцији у Друри Лејну. Године 1820. постављена је оперска верзија Фредерика Рејнолдса, уз музику коју је компоновао Хенри Бишоп.

### 20. и 21. век
Утицајне продукције су постављене 1912. и 1916. у Олд Вику.
Лилиан Бејлис је 1931. године поново отворила дуго успавано позориште Садлерс Велс са запаженом представом у којој су глумили Ралф Ричардсон као Сир Тоби и Џон Гилгуд као Малволио. Позориште Олд Вик је поново отворено 1950. (након што је претрпело озбиљну штету 1941.) са незаборавном представом у којој је Пеги Ешкрофт глумила Виолу. Гилгуд је режирао представу у Шекспировом меморијалном театру са Лоренсом Оливијеом као Малволиом и Вивијен Ли која је играла и Виолу и Себастијана 1955. Најдужа продукција на Бродвеју била је поставка Маргарет Вебстер из 1940. у којој је глумио Морис Еванс као Малволио и Хелен Хејз као Виола. Одржало се 129 представа, више него двоструко дуже од било које друге бродвејске продукције.
Малволио је популаран избор међу сценским глумцима; други који су учествовали су Ијан Холм много пута, Сајмон Расел Бил, Ричард Кордери (2005), Патрик Стјуарт, Дерек Џејкоби, Ричард Вилсон (2009), и Стивен Фрај (2012).

## Утицај
Комад се константно сврстава међу највеће драме икада написане и назван је „Савршена комедија“. Дански филозоф Серен Киркегор отвара своју књигу Филозофски фрагменти из 1844. цитатом „Боље добро обешен него лоше венчан“ који је парафраза Фестеовог коментара Марији у 1. чину, сцена 5: „Добро вешање спречава лош брак“. Ниче се такође успутно позива на Богојављенску ноћ (конкретно, на сумњу сер Ендрјуа Ејкјучика, изражену у 1. делу, сцена 3, да његов прекомерни унос говедине има инверзан ефекат на његову духовитост) у трећем есеју своје Генеалогије морала.

## Фусноте
1. ↑  The carnival-like atmosphere is based on the then-1,000 year earlier, ancient Roman festival of the Saturnalia held at the same time of year. The Saturnalia was characterized by drunken revelry and inversion of the social order: Masters became servants for a day, and vice versa.